# Antonio Harvey
Pour les articles homonymes, voir Harvey.
Antonio Harvey, né le 6 juillet 1970, à Pascagoula, Mississippi est un ancien joueur américain de basket-ball de NBA. Il évoluait au poste d'ailier.

## Carrière
Il évolua à l'Université Southern Illinois, à Connors State Junior College, à l'Université de Géorgie et à l'Université Pfeiffer. Après avoir joué avec les Atlanta Eagles en United States Basketball League, il rejoint les Lakers de Los Angeles en 1993, sans jamais avoir été drafté. En 1994, Harvey participe au Slam Dunk Contest. Il se fait remarquer par une tentative de dunk à 360° depuis la ligne des lancer-francs, mais qu'il rate. Il joue pour quatre autres équipes NBA, les Grizzlies de Vancouver, les Clippers de Los Angeles, les Supersonics de Seattle et les Trail Blazers de Portland, ainsi qu'en Grèce, en Espagne et en Italie.
En avril 2004, il est nommé General Manager et entraîneur de l'équipe de Portland Reign en American Basketball Association.
Harvey est aujourd'hui consultant radio pour les matchs des Trail Blazers de Portland. Harvey et sa femme, Kim, ont deux enfants, Aryana et Kameron.